# Guaranty Bank (Texas)
Die Guaranty Bank war eine Bank mit Hauptsitz in Austin, Texas und 160 Filialen in Texas und Kalifornien.
Am 24. August 2009 wurde bekannt, dass die BBVA die pleitegegangene Guaranty Bank aus Texas übernimmt und so eine Expansion auf dem spanischsprachigen US-Markt ermöglicht wird.